# Chen Aharoni

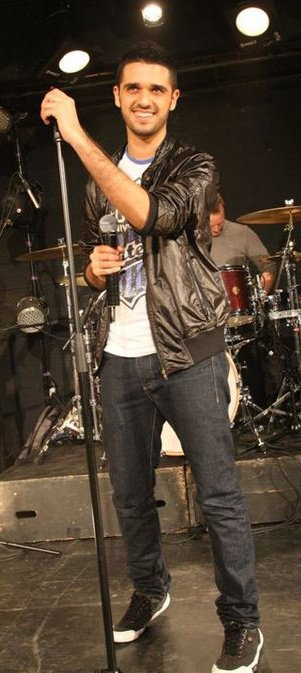
Chen Aharoni.

Chen Aharoni (hebreiska: חן אהרוני), född 12 april 1990 i Holon, är en israelisk sångare.

## Karriär
Chen Aharoni blev känd efter sin fjärde plats i den femte säsongen av Kokhav Nolad, den israeliska versionen av Idols. Den 8 mars 2011 deltog han i Israels uttagning till Eurovision Song Contest 2011. Han slutade på fjärde plats i finalen med låten "Or" (Ljus) som skrivits av Nizan Kaykov och Sahar Hagai.

## Diskografi

### Album
- 2010 – Chen Aharoni
- 2012 – Nosea Rahok

### Singlar
- 2009 – "Ba'Rehov"
- 2010 – "Neshima"
- 2010 – "Boee boee"
- 2010 – "LaAvor Et HaPahad"
- 2010 – "Kol ma SheRatziti"
- 2011 – "Or"
- 2011 – "Holech Le'sham"
- 2011 – "Mami"
- 2011 – "Nosea Rahok"
- 2012 – "Masheu Haser"
- 2012 – "5 Dakot"
- 2013 – "Crazy"
- 2014 – "Love Suicide"